# دیوید دبلیو. میلر
دیوید دبلیو. میلر (انگلیسی: David W. Miller؛ زادهٔ ۱۶ ژانویهٔ ۱۹۵۷) استاد دانشگاه در دانشگاه پرینستون و و محقق «جنبش ایمان در کار» است.